# Mostarda

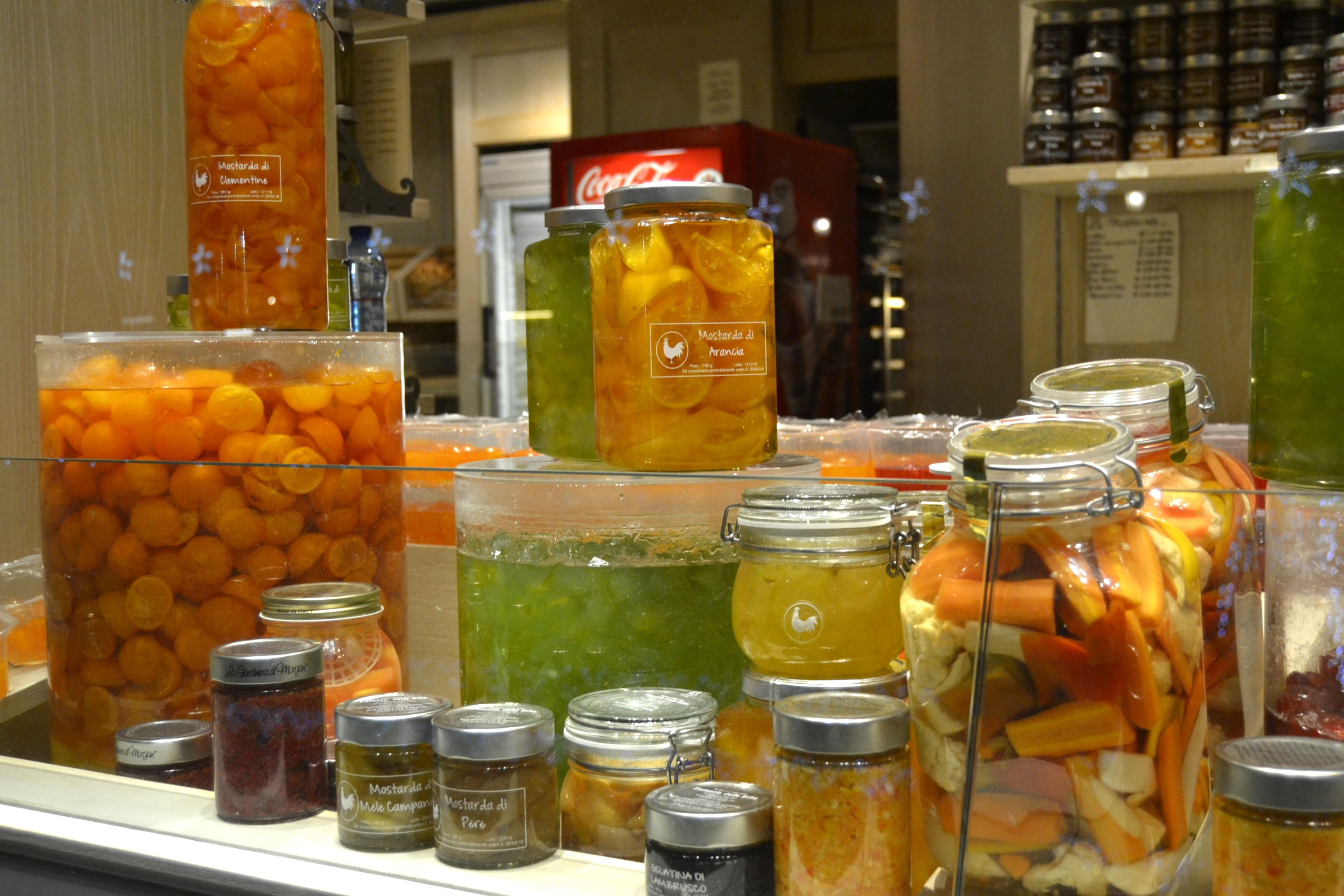
Mostarda de Crémone.

La mostarda, également appelée mostarda di frutta, est une garniture italienne de fruits aromatisés au sirop.
L'huile essentielle de moutarde (senape ou aussi mostarda en italien) est un ingrédient fréquent de sa préparation, bien que dans la vie quotidienne la moutarde chauffée au vin blanc est plus utilisée.
La mostarda est servie avec de la viande cuite, les bollito misto, une spécialité du nord de l’Italie. De nos jours, on la sert volontiers avec du fromage.